# Poujadismo
Il poujadismo (o pugiadismo), dal nome di Pierre Poujade, è stato un movimento politico e sindacale francese sviluppatosi nel 1953 nel dipartimento del Lot.
Questo movimento rivendicava la difesa dei commercianti e degli artigiani criticando l'inefficacia della politica parlamentare, così com'era praticata durante la Quarta Repubblica francese.
Oggi il termine poujadismo è utilizzato anche in maniera generica per qualificare negativamente certi tipi di populismo, di corporativismo e di demagogia che non hanno evidenti rapporti con il movimento nato con Pierre Poujade. 

## Storia del poujadismo

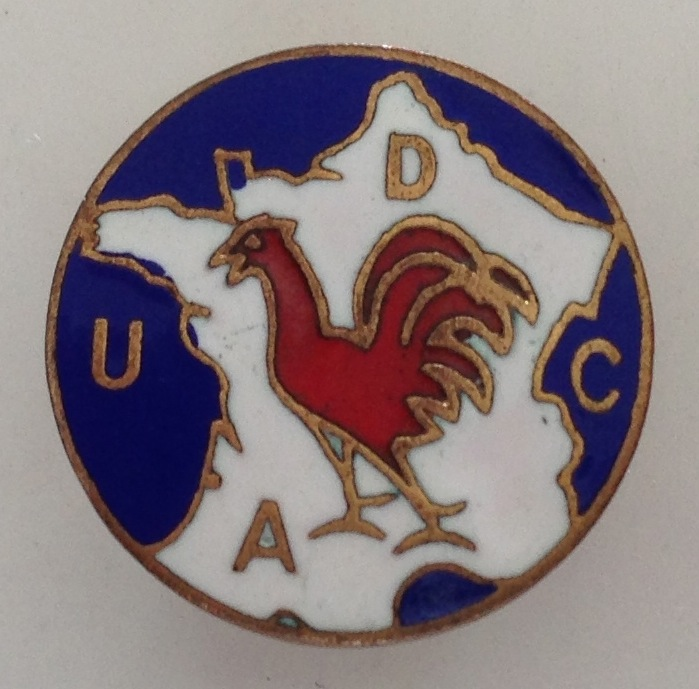
Il simbolo dell'UDCA

Il movimento dell'UDCA (Unione per la difesa dei commercianti e degli artigiani), un'associazione sindacale di categoria francese di ispirazione corporativista è nato a Saint-Céré nel Lot durante una rivolta anti-fiscale, nel momento in cui il fisco applicò il tradizionale principio che il commerciante in una società rurale nasconde una gran parte dei suoi introiti nel momento in cui comincia a subire la forte concorrenza della grande distribuzione e dell'industrializzazione. Assurse così a movimento antifiscale, conservatore e piccolo borghese. 
Il movimento s'estese in tutta la Francia nel giro di due anni, ottenne 52 deputati nelle elezioni del 1956 presentandosi al voto sotto il nome di Unione e Fraternità Francese (UFF). L'Unione era contraria al trattato di Roma per la Comunità europea, chiedeva l'eliminazione dei controlli fiscali e la difesa dei piccoli commercianti.
Gli intellettuali venivano spesso denigrati contrapponendo loro il buon senso dell'uomo della strada. Il raggruppamento politico UFF sosteneva anche il mantenimento dell'Algeria come parte dello Stato francese. 
Inoltre si oppose alla votazione della fiducia al governo Guy Mollet durante la crisi di Suez per le sue posizioni anti inglesi.

## Il populismo reazionario
Per estensione si usava il termine poujadismo per qualificare un atteggiamento demagogico in favore dei piccoli commercianti opposti alle multinazionali o anche per significare l'antiparlamentarismo delle corporazioni, esprimendo così una tendenza ad identificarsi con l'estrema destra. 
Esso rappresentava la difesa d'una parte dell'elettorato francese stanco dell'instabilità politica e dell'impotenza della Quarta Repubblica. Il movimento pretendeva di scavalcare la divisione tra destra e sinistra riprendendo il tema del Partito Popolare Francese di Jacques Doriot, un movimento apertamente filo nazista inventore dello slogan "né destra, né sinistra". 
Nello stesso tempo esso si richiamava alla base fondante della "vera" destra francese. In questo modo il poujadismo assunse le caratteristiche di un populismo reazionario.
Il poujadismo può essere considerato un movimento popolare in quanto annoverava tra le sue file macellai, droghieri, fornai, librai. Spesso la violenza caratterizzava le manifestazioni dei poujadisti. Il movimento disponeva d'un servizio d'ordine che non esitava ad usare la forza.

## L'ultimo poujadismo
Jean-Marie Le Pen, uno dei due deputati poujadisti eletti nelle elezioni politiche del gennaio 1956 s'inserì in questa linea ideologica. Egli integrò nell'ideologia del suo Fronte nazionale la protesta contro i partiti dominanti, che egli chiamava la "banda dei quattro", lo Stato prevaricatore, i parlamentari corrotti, l'affermazione d'una identità francese contro tutto quello che la minaccia: l'immigrazione, l'Europa unita, la globalizzazione. Un'eredità di principi convogliata nel Fronte nazionale ma non riconosciuta dallo stesso Pierre Poujade che lo escluse dal suo partito nel 1975.
Il poujadismo rimase in vita sino al termine della Quarta Repubblica quando si alleò con i gollisti e i comunisti. Sparì completamente dalla scena politica all'avvento della Quinta Repubblica francese nel 1958.
Come sindacato l'UDCA sopravvisse sino al 1983, anno in cui il suo leader si ritirerà dalla vita politica.